# Jacques Hustin
Jacques Hustin (Lieja, 15 de marzo de 1940 - íbem, 6 de abril de 2009) fue un cantautor belga y artista de éxito en ambos campos, conocido internacionalmente por su participación en el Festival de la Canción de Eurovisión 1974.

## Inicios profesionales
Desde edad temprana Hustin se interesó por la música y la pintura. Estudó arte y diseño y trabajó algunas veces como ilustrador, escenógrafo y compositor de música incidental. Publicó su primer disco en 1966 y se trasladó a París donde vivió muchos años.

## Festival de Eurovisión
En 1974 la canción escrita por Hustin "Fleur de liberté" ("Flor de libertad") fue elegida para representar a Bélgica en el Festival de la Canción de Eurovisión 1974 que tuvo lugar el 6 de abril en Brighton, Inglaterra. El festival de 1974 contó con la participación de artistas que eran en mayor o menor medida conocidos internacionalmente como (Olivia Newton-John, Gigliola Cinquetti, Peret o Mouth & MacNeal), además el concurso sirvió para lanzar al grupo ganador, ABBA, al estrellato internacional. En un escenario tan competitivo, "Fleur de liberté" acabó en novena posición de 17 participantes.
En 1978, Hustin tomó parte en la selección belga para elegir representante en Eurovisión, pero en esa ocasión su canción "L'an 2000 c'est demain" ("El año 2000 es mañana") perdió frente a "L'amour ça fait chanter la vie" de Jean Vallée (que consiguió la senguda plaza en el Festival de la Canción de Eurovisión 1978, la mejor posición de Bélgica hasta aquella fecha).

## Carrera posterior
En 1975 Hustin presentó una serie de programas llamados La Guimbarde para el canal de televisión belga RTBF, en el que participaron cantantes y músicos de Valonia.
Hustin continuó grabando y actuando hasta finales de los años 80, cuando en 1988 decidió dejar su carrera musical para centrarse en la pintura. Abrió un estudio en la parte belga de las Ardenas durante diez años, y continuó pintando hasta su muerte.
Entre 1976 y 1987 realizó giras por el mundo francófono, Alemania y Polonia.

## Fallecimiento
Hustin murió por causas desconocidas en Lieja el 6 de abril de 2009, justo 35 años después de su actuación en el festival.